# Shape of Things to Come
Albums de George Benson
Giblet Gravy
(1968) Goodies
(1968)
Shape of Things to Come est le cinquième album studio du guitariste et chanteur de jazz américain George Benson, sorti en 1968. L'album comporte des arrangements de Don Sebesky. C'est le premier album de George Benson sorti sur le label A&M Records et son premier album produit par Creed Taylor, qui restera son producteur jusqu'en 1976.

## Contexte
Après quatre ans et trois maisons de disques différentes (Prestige, Columbia, Verve), George Benson signe avec le label A&M Records et sa filiale CTI Records en 1968. Il doit alors remplacer le guitariste Wes Montgomery, décédé plus tôt dans l'année. 

## Enregistrement
Pour son premier album avec le label, le producteur Creed Taylor fait appel à tous les poids lourds du label, l'arrangeur Don Sebesky, l'ingénieur du son Rudy Van Gelder et les musiciens Herbie Hancock et Ron Carter. L'album est principalement constitué de reprises d'artistes divers tels qu'Aretha Franklin, The Monkees et Glenn Miller. Il contient également deux compositions originales et quelques reprises de bandes originales de films.

## Liste des titres
| 1. | Footin' It                   | - George Benson - Don Sebesky | 4:23 |
| 2. | Face It Boy, It's Over       | - Andy Badale - Frank Stanton | 4:05 |
| 3. | Shape of Things to Come (en) | - Barry Mann - Cynthia Weil   | 5:15 |
| 4. | Chattanooga Choo Choo        | - Mack Gordon - Harry Warren  | 3:34 |

| Face B | Face B                            | Face B                        | Face B | Face B | Face B | Face B | Face B | Face B | Face B |
| No     | Titre                             | Auteur                        | Durée  |        |        |        |        |        |        |
| ------ | --------------------------------- | ----------------------------- | ------ | ------ | ------ | ------ | ------ | ------ | ------ |
| 5.     | Don't Let Me Lose This Dream      | - Aretha Franklin - Ted White | 4:42   |        |        |        |        |        |        |
| 6.     | Shape of Things That Are and Were | Benson                        | 5:48   |        |        |        |        |        |        |
| 7.     | Last Train to Clarksville         | - Tommy Boyce - Bobby Hart    | 5:32   |        |        |        |        |        |        |
| 33:20  |                                   |                               |        |        |        |        |        |        |        |

## Crédits
Musiciens
- George Benson – guitare, chant
- Ron Carter – basse (pistes 2, 6–7)
- Richard Davis – basse
- Herbie Hancock – piano
- Hank Jones – piano
- Leo Morris – batterie
- Dave Mankovitz – alto (1, 3–4)
- George Marge – flûte, violoncelle (1, 3–4)
- Romeo Penque – flûte, violoncelle (1, 3–4)
- Alan Raph – trombone, effets sonores, trombone à pistons, tuba (tous les titres, sauf 3)
- George Ricci – violoncelle (1, 3–4)
- Stanley Webb – flûte
- Joe Shepley – trompette, bugle (tous les titres, sauf 3)
- Wayne Andre – trombone, saxophone baryton (tous les titres, sauf 3)
- Burt Collins – trompette
- Charles Covington (en) – orgue
- Don Sebesky – arrangements, chef d'orchestre
- Bernard Eichen – violon (1, 3–4)
- Jack Jennings – percussion, vibraphone (1, 3–4)
- Charles Libove – violon (1, 3–4)
- Buddy Lucas – harmonica, saxophone ténor, harmonica amplifié (tous les titres, sauf 3)
- Johnny Pacheco – percussion, conga
- Marvin Stamm (en) – trompette, bugle, piccolo (tous les titres, sauf 3)

Technique
- Creed Taylor – producteur
- Rudy Van Gelder – ingénieur du son
- Sam Antupit – conception
- Pete Turner – photographie

## Classements
| Classement (1969)            | Meilleure position |
| ---------------------------- | ------------------ |
| États-Unis (Top Jazz Albums) | 11                 |
| États-Unis (Top Soul LPs)    | 38                 |